# Grzegorz Kaliciak (piłkarz)
Grzegorz Paweł Kaliciak (ur. 10 marca 1975 w Kędzierzynie-Koźlu) – polski piłkarz, reprezentant Polski.

## Kariera klubowa
Grzegorz Kaliciak przeważnie grał na pozycji lewego obrońcy. Jest jednym z piłkarzy, który został przesunięty przez trenera Franciszka Smudę z ataku do formacji defensywnych. Miało to miejsce za czasów gry w Wiśle Kraków. Grając w barwach Wisły zdobył mistrzostwo Polski w 1999 i w 2003 oraz Puchar Polski w 2002 i 2003.
Z „Białą Gwiazdą” rozstał się w atmosferze skandalu. W kwietniu 2003 roku został zatrzymany przez policję, gdy o 5 rano wymachiwał pistoletem gazowym (na który nie miał pozwolenia) przy ul. Floriańskiej w Krakowie. We krwi miał alkohol. Wisła natychmiast dyscyplinarnie rozwiązała z nim kontrakt. Będąc wolnym zawodnikiem związał się ze Świtem Nowy Dwór Mazowiecki, w którym rozegrał 14 meczów w pierwszej lidze, strzelając jedną bramkę. Następnie spędził sezon 2004/2005 w drugoligowej Szczakowiance, aby później związać się z Garbarnią Kraków. Występował tam jednak tylko jedną rundę, po której podpisał kontrakt z III-ligowym jeszcze Kmitą Zabierzów, z którą awansował na zaplecze ekstraklasy. Od 29 czerwca do 31 grudnia 2007 był zawodnikiem beniaminka ekstraklasy, Zagłębia Sosnowiec.
Od wiosny 2008 do jesieni 2009 był piłkarzem V-ligowego klubu Orzeł Balin. Od roku 2010 do 2012 grał w III–ligowym zespole Startu Bogdanowice. Następnie zaliczył epizod w grającym w klasie okręgowej zespole LZS Walce, w którym zakończył swoją przygodę z piłką.
Prywatnie Grzegorz Kaliciak jest ojcem dwójki dzieci. Po rozwodzie.

## Reprezentacja Polski
W reprezentacji narodowej debiutował 19 lutego 1996 w przegranym meczu z reprezentacją Japonii rozegranym w Hongkongu (0:5). W sumie w kadrze rozegrał 3 spotkania.
| lp. | Data             | Miejsce  | Przeciwnik | Rezultat | Rozgrywki  | Grał   | Uwagi |
| --- | ---------------- | -------- | ---------- | -------- | ---------- | ------ | ----- |
| 1.  | 19 lutego 1996   | Hongkong | Japonia    | 0-5      | towarzyski | do 60' |       |
| 2.  | 15 lipca 1998    | Kijów    | Ukraina    | 2-1      | towarzyski | od 64' |       |
| 3.  | 28 kwietnia 1999 | Warszawa | Czechy     | 2-1      | towarzyski | od 84' |       |